# Bredbandad kungsmakrill
Bredbandad kungsmakrill (Scomberomorus semifasciatus) är en fiskart som först beskrevs av Macleay, 1883.  Bredbandad kungsmakrill ingår i släktet Scomberomorus och familjen makrillfiskar. IUCN kategoriserar arten globalt som livskraftig. Inga underarter finns listade.